# Internationales Stiftungsgymnasium
Das Internationale Stiftungsgymnasium (ISG) ist eine Ganztagsschule in freier Trägerschaft der Stiftung Evangelische Jugendhilfe in Magdeburg. Seit der Gründung 2018 ist das Gymnasium dreizügig. Das Schulkonzept basiert auf Internationalität und Digitalität. Außerdem ist das Internationale Stiftungsgymnasium die erste IB World School Sachsen-Anhalts, was Schülern ermöglicht das IB Diploma Progamme zu absolvieren.

## Schulkonzept
Das Schulkonzept des Internationalen Stiftungsgymansiums basiert auf Internationalität, der Vermittlung von Fremdsprachen sowie dem Lernen mit digitalen Methoden. So werden ab der fünften Klasse die Fremdsprachen Englisch und Französisch unterrichtet. Des Weiteren können Schüler ab der neunten Klassenstufe zwischen den Fremdsprachen Spanisch, Russisch und Latein wählen (anstelle einer dritten Fremdsprache kann auch das Profilfach Informatik gewählt werden).
Projekt- und Fahrtenkonzept
Zur sprachlichen und persönlichen Bildung der Schüler bietet das Stiftungsgymnasium verpflichtende Klassenfahrten und optionale Projekte bzw. Projektfahrten an.
Besonderheiten
Am Stiftungsgymnasium wird bis zur 9. Klasse das Schulfach Glück unterrichtet, und zwar ohne Noten und Bewertungen.